# Antonina Sapieha
Antonina Maria Sapieha z domu Siemieńska herbu Leszczyc ps. Barbara (ur. 24 września 1924 w Krzepinie, zm. 16 sierpnia 1996 w Nairobi) – uczestniczka powstania warszawskiego, organizatorka ruchu turystycznego w Kenii.

## Życiorys
Urodziła się 24 września 1924 w Krzepinie w rodzinie Stefana Siemieńskiego herbu Leszczyc (1883-1969) i Jadwigi z Horodyńskich herbu Korczak. Wzięła udział w powstaniu warszawskim, za co została odznaczona Krzyżem Walecznych. Po ucieczce z obozu jenieckiego przedostała się na Zachód, gdzie 27 listopada 1945 wyszła za mąż za księcia Eustachego Seweryna Sapiehę. Wspólnie z mężem wyjechała w 1947 do Kenii, gdzie wspomagała męża w organizowanych przez niego safari, organizując ruch turystyczny, nie związany bezpośrednio z tradycyjnym polowaniem, m.in. zwiedzenie tamtejszych parków narodowych.

## Życie prywatne
Miała trzy córki: Teresę (ur. 1948), Marię (ur. 1949) i Annę (ur. 1951) oraz syna Lwa (1960-1970).